# Square Alfred-Dehodencq
Le square Alfred-Dehodencq est une voie du 16e arrondissement de Paris, en France.

## Situation et accès
Le square Alfred-Dehodencq est une voie privée située dans le 16e arrondissement de Paris. Il débute au 9, rue Alfred-Dehodencq et se termine en impasse.
Le quartier est desservi par la ligne 9, à la station La Muette et par la ligne C du RER, à la gare de l'avenue Henri-Martin.

## Origine du nom

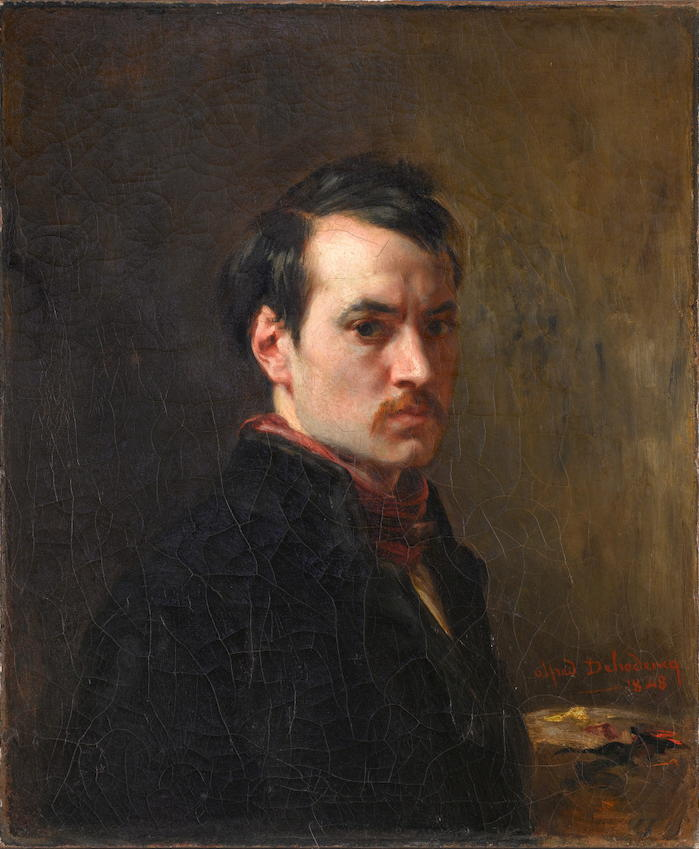
Portrait de l'artiste, Alfred Dehodencq, 1848.

Elle porte le nom du peintre Alfred Dehodencq (1822-1882), en raison de la proximité de la rue Alfred-Dehodencq.

## Historique
Cette voie privée est créée en 1927 et ouverte à la circulation publique par un arrêté municipal du 2 mai 1990.